# 政治问题原则
政治问题原则（英語：Political question doctrine）是宪法学的概念，指法院把某些事项的决定权排除于司法审查的范畴外，把最终决定权委托给政府中的政治部门，或保留由超政府行为来解决。政治问题与可诉性（justiciability）密切相关，是对宪法诉讼和司法审查的限制。政治问题原则涉及到法院系统是否是裁判问题的适当场合（appropriate forum）。法院系统仅有权审理和决定可诉的法律问题，而无权决定不可诉的政治问题。    
对于涉及政治性较强的问题，法院有时会将其认定为政治问题，从而导致其无法在法庭通过诉讼解决，既不可诉。在因政治原则而认定为不可诉的典型案件中，该事项可能是宪法条文规定由政治机关（如立法或行政机关）处理。反之，政治问题也可能过于模糊，以至于宪法没有规定，由于需要非法律性质的知识或技能，所以法院不认为自身适合解决。如法院没有宪法作为指导，便没有法律标准可循。此时，法院可能判定该事项需要通过民主程序决定，而非由法院参与政治纠纷。    

## 理论
有学者整理美、日、德各国的相关判例与学说理论，认为被称为政治问题或统治行为的事项，大致上可分为三种不同层次的类型: 
1. 欠缺法律上判断标准的「单纯政治问题」,
2. 权力分立与民主原则下之「司法内在界限」, 以及
3. 权衡得失、政策考量下之「司法自制」。

这三种类型的事项都以高度政治性为必要条件，但高度政治性并不是充份条件。究竟何事项属于不受司法审查之政治问题，应考虑案件具体情形及社会背景、法制背景决定。学者认为，法院须注意当案件涉及重要人权时，司法机关不能引用政治问题，来脱卸其宪法守护者的角色。

## 美国

### 起源
政治问题原则起源于美国最高法院1803年的马伯里诉麦迪逊案（Marbury v. Madison）历史性判决。在该案中，首席法官约翰·马歇尔指出，总统根据宪法被授予了特定的政治权力，对政治权力的行使有其自由裁量权，仅以其政治人格对国家及自己的良心负责。政治性的问题涉及国家利益，而不是个人的权利。这些问题被委托给行政机构，因此行政机构的决定通常是具有最终决定性的。法院的领域是决定个人权利，而不是要求行政机关在其自由裁量范围内如何去履行职责。政治性的问题不能被法院审查。 
政治问题原则的基础是，联邦法院希望避免将自己卷入联邦政府各部门之间的冲突。其理由是有些事项应通过政治程序来解决，选民可以通过对参与决策的公职人员选举中投票，以批准或纠正诉讼涉及的事项。

### 重要判例
最高法院在政治问题理论领域的主要案例是1962年的贝克诉卡尔案（Baker v. Carr） 。贝克案的判决书中，法院概述了政治问题的六个特征。这六个特征包括： 
- 宪法条文上规定，将该问题授权由政治部门解决；或
- 司法上缺乏可发现的和可据以判断的标准；或
- 如由法院独立裁判，则必定会造成对其他同等政府部门（既立法权及行政权）的不尊重；或
- 如由法院独立裁判，则必定要以非司法的裁量权（nonjudicial discretion），做出初步的政策决定；或
- 法院特殊需要，需严格遵守已经作出的政治决定；或
- 如各部门就一个问题各自发表不同的声明，有可能造成混乱。

但是法院认为此案不具备上述任一因素，且平等保护原则是第十四条宪法修正案的明文规定，可作为裁判准据，故法院判决划分选区之州法违宪，并非僭越地介入政策。

### 应用领域
虽然美国宪法学中，政治问题原则学说仍有模糊空间，但其应用已在几个领域得到解决。这些领域包括： 

#### 保证条款
宪法第四条第四款的联邦保证条款，要求联邦政府“保证本联邦各州实行共和政体（Republican form of government）”。最高法院宣布，该条款不意味法院有任何司法上可管理的标准，可以独立地用于识别一个州的合法政府。 
1902年俄勒冈州修改州宪法，规定了人民直接通过法律、复决法律的权力，以及修改州宪法的程序。1906年该州人民依州宪法规定的程序，通过了对公司课税的法律。上诉人依该法必须纳税，但却拒绝缴纳，俄勒冈州因而提起给付诉讼。上诉人认为：修宪后俄勒冈州允许人民通过法律、复决法律的制度有违共和政体。因为宪法中的共和政体是指代议民主制 (representative democracy)，而人民行使直接民主，违反了联邦宪法的联邦保证条款。 
1912 年的 Pacific States Tel. & Tel. Co. v. Oregon 案（223 U.S. 118）中，联邦最高法院的判决认为：州共和政体的保障问题，本质上有政治性质，属国会的权限，不属司法权。并且此问题在政治上关系重大，触及其他所有因通过法律、复决法律所生之州法是否有效的问题。国会既然接受俄勒冈州所选出的国会议员，无异是承认其属共和政体，法院对此决定应予尊重。

#### 弹劾
宪法第一条第二款规定，众议院“独自拥有弹劾权”。第一条第三款规定，“参议院独自拥有审判一切弹劾案的权力”。由于宪法将涉及弹劾的权力完全授予这两个政治机构，所以弹劾属于政治问题。因此，无论是众议院的弹劾决定，还是参议院对总统或任何其他官员的免职表决，都不能向任何法院提出上诉。 

#### 外交政策与战争
法院通常不会裁定条约是否已被终止。因为这个问题上，“政府行动必须被视为具有决定性” 。然而，法院有时也会就这一问题作出裁决。一个例子是，被正式终止的美洲原住民部落，在没有国会的明确法律说明条约被废止的情况下，不会失去条约的特许权。
鉴于法律裁决战争的合法性是非常敏感的问题，大多数与战争的合宪性有关的问题很可能是不可诉的。著名的例子是 1973年美国最高法院在Schlesinger v. Holtzman案中的判决。

#### 杰利蝾螈
在2019年裁定的Rucho v. Common Cause 和 Lamone v. Benisek 案中，五比四多数的大法官认为，为了党派利益行使的杰利蝾螈（不公平画分选区）是一个政治问题，在联邦法院不可诉（nonjusticiable）。

#### 私人军事承包商
在Ghane诉Mid-South案中，密西西比州最高法院裁定，一名已故美国海军海豹突击队队员的家属对一家私营军事公司提起的非正常死亡诉讼，可以根据密西西比州法律进行诉讼。因为此案根据Baker诉Carr案（1962年）所定下的原则，原告的诉求不属于政治问题。 

### 其他著名法院判例
其他讨论政治问题原则的重要案例包括： 
- 马伯里诉麦迪逊案, 5 U.S. (1 Cranch) 137 (1803)： “政治问题”这一术语的起源。
- Luther v. Borden, 48 U.S. 1 (1849)： 共和政体的保障条款是政治问题，应由总统和国会解决。
- Coleman v. Miller, 307 U.S. 433 (1939)： 国会提议修改联邦宪法案中，设立的时限问题是政治问题[3]。
- Colegrove v. Green, 328 U.S. 549 (1946)： 划分国会选区是政治问题（后被 Baker诉Carr案推翻）。
- 贝克诉卡尔案, 369 U.S. 186 (1962)： 划分州议会选区不是政治问题。
- Powell v. McCormack, 395 U.S. 486 (1969)： 国会排除符合任职资格的议员，不是政治问题[3]。
- Goldwater v. Carter, 444 U.S. 996 (1979)： 总统终止条约的权力是政治问题[3]。
- INS v. Chadha, 462 U.S. 919 (1983)： 国会单院的立法否决权是否符合宪法，不是政治问题。
- Nixon v. United States： 弹劾及参议院对弹劾的审判权是政治问题。
- Rucho v. Common Cause, (2019)： 为了党派利益行使的杰利蝾螈是政治问题。

## 中华民国
中华民国司法院大法官会议于1993年11月，就立法院声请解释中华民国宪法第四条所定中华民国领土范围案，作成司法院释字第三二八号解释。解释文及解释理由中表示：国家领土范围之界定，为重大之政治问题，司法机关「应不予解释」。司法院的判决理由包括：     
1. 界定领土范围之行为属于统治行为，依权力分立原理，不受司法审查;
2. 宪法第四条所称「固有之疆域」若予解释，必涉及领土范围的界定;
3. 因此，对于「固有之疆域」究何所指，司法机关应不予解释。

司法院释字第三二八号解释首度将“政治问题”（Political Question）与“统治行为”（Regierungsakte）概念引进释宪实务。

## 日本

### 砂川判決 (1959)
日美安保条约订定后，日本政府根据该条约第三条，与美国达成行政协定，通过特别措置法及土地徵用法。后美军为扩张砂川空军基地，与当地居民发生冲突。被告是当地居民，将基地之围栏破坏并深入机场内。此行为违反日本依前述行政协定所制定的刑事特别法第二条，故被提起公诉。被告等抗辩日美安全保障条约及行政协定违反日本宪法第九条第一项禁止维持战斗力的规定。因此，依日美安全保障条约制定的刑事特别法第二条，亦属违宪。
最高法院废弃原审对被告之胜诉判决。其理由是：日美安保条约内容与本主权国（既日本）的和平、安全甚至国家存在有极为重大关系。该条约成立之时, 内阁曾多次与美国交涉，其是否与宪法相符也经过参众两院慎重审议，并在认为法律妥当后予以承认。本条约既然与本主权国存在的基础有极为重大关系，而具有高度政治性，则其内容是否违宪的法律判断，与缔结该条约之内阁、及承认该条约之国会做出的政治、乃至于自由裁量的判断，有密切关系。依其性质，不宜由以纯司法机能为使命的司法法院审查。故除非是极其明显违宪无效者仍属司法审查权限范围内，否则应尊重享有条约缔结权之内阁，及享有条约承认权之国会所做之判断，最后由主权所在的国民做出政治性判断。

## 瑞士
2007年，中華民國在一瑞士民事法院，控告國際標準化組織使用聯合國命名的“臺灣，中國的省”，而非“中華民國（台灣）”，“侵犯臺灣名稱權”。2010年9月9日，瑞士聯邦最高法院以三比二決定，本着政治问题原则，该问题不受瑞士民事管轄，駁回此案。